# Sylwestra Majdrowicz
Sylwestra Majdrowicz z Adlerów (ur. 28 grudnia 1863 w Warszawie, zm. 8 października 1915 w Krakowie) – polska aktorka teatralna.

## Kariera aktorska
Była uczennicą Emiliana Derynga. Występowała w zespołach teatrów prowincjonalnych, np. Józefa Puchniewskiego (sez. 1883/1884, 1887) i Józefa Teksla (1884), a w latach 1896-1913 w zespole męża oraz w warszawskich teatrach ogródkowych: "Belle Vue" i "Alhambra". Związana była również ze sceną stałą teatru poznańskiego, oraz z teatrem prowadzonym przez Łucjana Kościeleckiego w Łodzi (1888-1890). Uważana była za aktorkę użyteczną. Jej repertuar obejmował różnorodne role. Grała tytułowe role w sztukach: Lena Mariana Jasieńczyka oraz Małka Szwarcenkopf Gabrieli Zapolskiej. Wystąpiła m.in. w rolach Chochlika (Balladyna), Motruny (Chata za wsią), Wandy (Grube ryby), Joasi (Gęsi i gąski), Wandy (Mąż z grzeczności), Anieli (Śluby panieńskie), Zofii (Damy i huzary) i Amelii (Mazepa).

## Życie prywatne
Była córką Ludwika Adlera, tancerza zespołu baletowego Warszawskich Teatrów Rządowych. W 1884 r. poślubiła dyrektora teatrów prowincjonalnych, Eugeniusza Majdrowicza, którego czynnie wspierała w organizacji ruchu teatralnego na prowincji. Ich córką była aktorka, Maria Majdrowiczówna.